# Marcelino, pan y vino (película de 1991)
Marcelino, pan y vino (Marcellino pane e vino) es una película italiana dirigida por Luigi Comencini en 1991.
Es una de las adaptaciones de la película española del mismo nombre (1954).

## Argumento
En el siglo XVII un bebé es abandonado por sus padres en la puerta de un convento franciscano. Como los frailes -doce en total- no encuentran quién se encargue de él deciden criarlo ellos mismos. Lo llamarán Marcelino. 
A los 6 años un conde, mecenas de la iglesia del convento, decide llevarse al chico alegando que debe ser el hijo perdido de su primer matrimonio. Marcelino acepta ir con el conde y es llevado al castillo. Pero al chico no le gusta la nueva vida y tras asistir a una cacería Marcelino se niega a comer carne, una vez más, y se escapa. De madrugada lo encuentran dos frailes que a petición del muchacho lo llevan de regreso al convento donde lo esconden.
En el escondite del desván del campanario hay una imagen de Jesucristo crucificado. Aquí se produce el primer diálogo místico de la película. Marcelino le lleva un trozo de pan tierno a Jesús y le quita uno de los clavos para liberar su brazo izquierdo. Al día siguiente Marcelino nuevamente le lleva un trozo de pan y un vaso de vino.
Estos dos falsos peregrinos, que en realidad son soldados del conde, descubren a Marcelino en el monasterio. Al poco el conde, con sus soldados, va a buscarlo y ante la negativa de la comunidad de entregar al chico ordena quemar el convento mientras Marcelino está en el desván con la imagen de Jesús. De repente se desata una milagrosa lluvia que detiene el pavoroso incendio, asusta a los caballos y ahuyenta a los sitiadores. Entonces Marcelino le quita la corona de espinas a la imagen de Jesús y acurrucado junto a ella le pide llevarlo donde está su madre. Cuando los frailes acuden únicamente encuentran en el desván una cruz: “Marcelino nos ha dejado y ha subido al cielo con su madre”.

## Reparto
- Alfredo Landa como fray Orlando o fray “papilla”
- Fernando Fernán Gómez como prior del convento
- Nicolò Paolucci como Marcelino.
- Bernard-Pierre Donnadieu como el conde Federico Castiglione.
- Ida Di Benedetto como condesa.
- Roberto Herlitzka como preceptor.
- Francesco Scali como uno de los franciscanos.
- Yves Verhoeven como uno de los franciscanos (fray Teodoro).
- Kewin Colombaioni como Manuel, el chico acróbata.